# (32545) 2001 QV13
2001 QV13 (asteroide 32545) é um asteroide da cintura principal. Possui uma excentricidade de 0.17264530 e uma inclinação de 8.97473º.
Este asteroide foi descoberto no dia 16 de agosto de 2001 por LINEAR em Socorro.